# Glypta truncata
Glypta truncata là một loài tò vò trong họ Ichneumonidae.